# Шалтай-Болтай (фэнзин)
«Шалтай-Болтай» — российский фэнзин, посвящённый фантастике. Начал издаваться в 1995 году, в журнальном формате печатался с 2003 по 2013 год в волгоградском издательстве «ПринТерра». С 2013 года де-факто закрыт.

## Описание
Главный редактор — Ольга Кавеева. Среди членов редакционного совета — писатели Евгений Лукин, Сергей Синякин, Сергей Жарковский, критик и библиограф Владимир Борисов. Редакция была расположена в Волгограде.
С 1995 года журнал печатался на матричном принтере тетрадкой в 20 страниц, за восемь лет было опубликовано чуть более 20 номеров. С 2003 года «Шалтай-Болтай» начали печатать в типографии, его обложка стала цветной, а объём увеличился до 160 страниц.
В журнале публиковались как известные, так и начинающие русскоязычные авторы из России, Украины, США, Бельгии и других стран. Журнал не выплачивал гонораров и не требовал платы за публикации.
Основные жанры — научная фантастика, фэнтези, литература ужасов. Рубрики: «Зеркала» (информация о событиях фэндома), «Имена» (рассказы известных авторов), «Слова» (проза и стихи), «Дебют» (первые публикации молодых авторов), «Детская площадка» (факультативная рубрика, в которой печатаются дебютные произведения несовершеннолетних авторов), «Пересмешки» (пародии, околофантастический юмор), «Отражения» (литературная критика), «Забытые миры» (ретроспективные публикации произведений писателей-фантастов дореволюционного и советского периодов), «В гостях у Шалтая» (факультативная рубрика, включающая интервью с каким-либо деятелем фэндома).
Стандартный тираж — 900 экземпляров. Стандартный объём — 160 страниц.
Журнал удостоен премии Еврокона в номинации «Лучший фэнзин» за 2006 год.

## Закрытие
С мая 2013 года издание журнала приостановлено в связи со сменой носителя многих изданий и связанными с этим изменениями в издательском деле. В 2014 году предполагалось принять решение, быть ли журналу далее, и если быть, то в каком виде. Решение не принято вплоть до лета 2016 года. Сайт и ЖЖ фэнзина также заморожены.